# Hinduisme a l'Afganistan

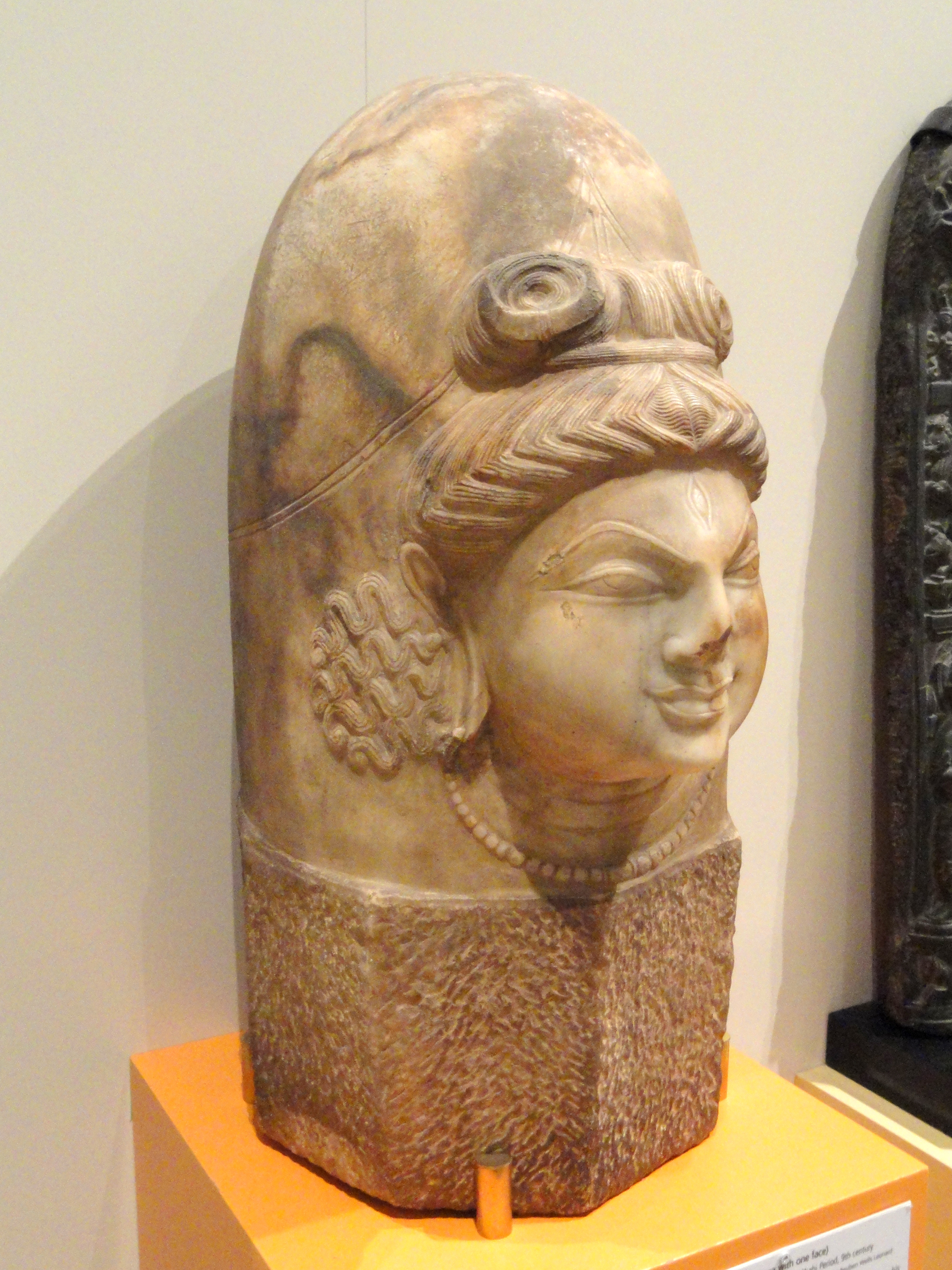
Eka mukhalinga (Xiva lingam amb una cara), l'Afganistan

L'hinduisme a l'Afganistan és practicat per una petita minoria d'afganesos, unes 50 persones que viuen sobretot a les ciutats de Gazni, Kabul i Jalalabad.
Abans de la conquesta islàmica de l'Afganistan, el poble afganés era multireligiós.
La persecució, la discriminació i la conversió forçada d'hindús a l'islam han provocat que la població hindú, a més a més d'altres religions com ara la budista i els sikhs, disminuïren a l'Afganistan.
Al juliol del 2020, encara els sikhs i els hindús continuen fugint de l'Afganistan.

## Història

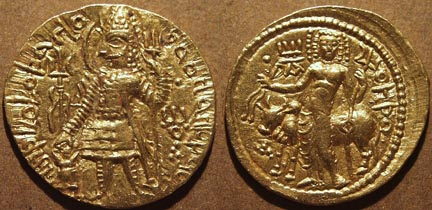
Dinar d'or del rei Kanixka II de Kuixan amb Xiva (200-220)

Willem Vogelsang en el seu llibre del 2002 escriu: "Durant els segles VIII i IX, els territoris orientals de l'Afganistan modern encara eren en mans de governants no musulmans. Els musulmans tendien a considerar-los indis (hindús), tot i que molts dels governants i persones eren aparentment d'ascendència huna o turca. Els musulmans, però, tenien raó perquè la població no musulmana de l'est d'Afganistan estava vinculada culturalment al subcontinent indi. La majoria n'eren hindús o budistes". El 870 els safàrides de Zaranj conquistaren gran part d'Afganistán, i establiren governadors musulmans arreu. Sembla que musulmans i no musulmans vivien uns al costat dels altres abans de l'arribada dels gaznèvides en el segle x.
| «                 | "Kabul té un castell famós per la seua fortalesa, accessible sols per un camí. Allí hi ha musulmans, i té una ciutat amb infidels indostans." | » |
| — Al-Istajri, 921 | |   |

Willem Vogelsang en el seu llibre del 2002 escriu: "Durant els segles VIII i IX, els territoris orientals de l'Afganistan modern encara eren en mans de governants no musulmans. Els musulmans tendien a considerar-los indis (hindús), tot i que molts dels governants i persones eren aparentment d'ascendència huna o turca. Els musulmans, però, tenien raó perquè la població no musulmana de l'est d'Afganistan estava vinculada culturalment al subcontinent indi. La majoria n'eren hindús o budistes".
Quan els viatgers xinesos Fa Xian, Song Yun i Xuan Zang van explorar l'Afganistan entre els segles V i VII, van escriure diaris de viatges amb informació sobre l'Afganistan. Van afirmar que el budisme es practicava en diferents parts entre l'Amudarià al nord i l'Indus. Tanmateix, no van esmentar pas massa sobre l'hinduisme, tot i que Song Yun afirmà que els governants heftalites no reconeixien el budisme, però "predicaven sobre pseudodéus i mataven animals per la seua carn".

### Kabul Shahi i Dinastia Zunbil
| « | Els àrabs avançaren per Sistan i conqueriren Sindh a principis del s. VIII. En altres indrets, però, les seues incursions només foren temporals, i no fou fins al sorgiment de la dinastia Saffarid al s. IX que les fronteres de l'islam arribaren a Gazni i Kabul. Fins i tot llavors, una dinastia hindú, els Hindushahis, sostenia Gandara i les fronteres orientals. Des del s. X, a mesura que la llengua i la cultura persa s'estenien per Afganistan, el focus del poder es traslladà a la província de Gazni, on governà una dinastia turca, que començà dirigint la ciutat per a la dinastia samaní de Bukharà per a crear un imperi amb dret propi. El major dels gaznèvides fou Muhmad, que governà entre el 998 i 1030. Expulsà els hindús de Gandara, feu no menys de dèsset incursions al nord-oest de l'Índia i conquistà territoris des de la mar Càspia fins a Varanasi. Bukharà i Samarcanda també estigueren sota el seu domini. Fomentà les conversions massives a l'islam, tant d'indis com d'afgans, saquejà temples hindús i s'emportà un botí immens per a ell. Segons el punt de vista de l'observador, tenia els títols de 'Trencaimatges' o 'Flagel de l'Índia'. | » |

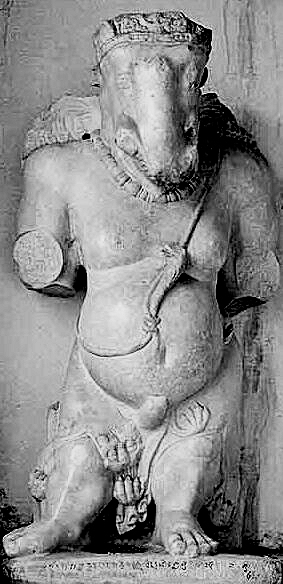
Un marbre de Ganeixa del s. V trobat a Gardez, l'Afganistan, ara a Dargah Pir Rattan Nath, Kabul. La inscripció diu que aquesta "gran i bella imatge de Mahāvināyaka" fou consagrada pel rei hinduixànida Khingala

Abans de la conquesta islàmica de l'Afganistan, al territori hi havia assentaments religiosos de zoroastrisme, zunbil, hinduisme i budisme. Va ser habitat per diferents pobles, com ara perses, Khalaj, turcs, i tadjiks i paixtus. Parts del territori al sud d'Hindu Kush les van governar zunbils, que provenien del sud (heftalites). Les parts orientals (Kabulistan) estaven controlades pels Kabul Shahis. Els zunbils i Kabul Shahis estaven connectats amb l'Índia pel budisme comú i les religions Zun. Els reis de Zunbil adoraven un déu del sol amb el nom de Zun, d'on provenia el seu nom. André Wink escriu que "el culte de Zun era sobretot hindú, no budista o zoroastrià"; tanmateix, esmenta que tenen paral·lelismes amb el budisme tibetà i el zoroastrisme en els seus rituals.
El 653-654, Abdur Rahman bin Samara juntament amb 6.000 àrabs musulmans entraren en territori Zunbil i es van dirigir al santuari de Zun de Zamindawar, que sembla que es trobava a unes tres milles al sud de Musa Qala, en l'actual Província de Helmand. El general de l'exèrcit àrab "trencà una mà de l'ídol i va traure els robins dels seus ulls per a persuadir al marzbān de Sīstān de la inutilitat del déu".

Kabul Shahi governà al nord de Zunbil, que englobava Kabulistan (una regió dins l'actual Província de Kabul) i Gandara. Els àrabs van arribar a Kabul amb el missatge de l'islam no van poder governar massa temps. Els Kabul Shahis van decidir construir un mur gegant al voltant de la ciutat per a evitar més invasions àrabs, i aquest mur encara es veu hui. No hi ha informació fidedigna sobre quan començà l'hinduisme a Afganistan: els historiadors creuen que el territori al sud de l'Hindu Kush pot haver tingut contacte cultural amb la Civilització de la Vall de l'Indus (5500-2000 ae) des de temps antics. Alhora, la majoria d'historiadors pensen que Afganistan fou habitat per antics arians, seguits de l'Imperi aquemènida abans de l'arribada d'Alexandre el Gran i el seu exèrcit d'antics macedonis el 330 ae. Es va convertir en part de l'Imperi selèucida després de la partida d'Alexandre. Tres anys després, al 305 ae, l'Imperi selèucida perdé el control del territori al sud de la Hindú Kush davant l'emperador indi Sandrocottus, com a resultat de la Guerra entre Chandragupta Màuria i Seleuc I. 
| «                     | Alexandre li'ls va llevar als arians i hi va establir assentaments propis, però Seleuc I Nicàtor li'ls donà a Chandragupta Màuria Sandrocottus, sobre els termes dels matrimonis mixtos i en rebé a canvi 500 elefants. | » |
| — Estrabó, 64 ae – 24 | |   |

El primer esment confirmat d'un "hindú" a l'Afganistan apareix en el 982. En l'Hudud al-Alam, es parla d'un rei a "Ninhar" (Nangarhar), que fa una demostració pública de conversió a l'islam, malgrat que tenia més de 30 esposes, que es descriuen com a esposes "musulmanes, afganeses i hindús". Aquests noms s'han emprat sovint com a termes geogràfics. Per exemple, Hindú (o Hindustan) s'ha utilitzat històricament com un terme geogràfic per a descriure algú que era nadiu de la regió coneguda com Hindustan (subcontinent indi) i afganés com algú nadiu d'una regió anomenada Afganistan.
Martin Ewans, en el seu llibre de 2002 escriu: "Fins i tot llavors, una dinastia hindú, els shahis hindús, dominaven Gandara i les fronteres orientals. Des del segle X ençà, a mesura que la llengua i la cultura persa s'expandeixen a l'Afganistan, el focus del poder es trasllada a Gazni, on una dinastia turca, que comença governant la ciutat per a la dinastia samaní de Bukharà, crea un imperi propi. El més gran dels gaznèvides fou Mahmud de Gazni, que governà entre el 998 i el 1030. Expulsà els hindús de Gandara, i va fer no menys de 17 incursions a l'Índia. Va encoratjar les conversions massives a l'islam, tant al Pakistan com a l'Afganistan".
Quan el soldà Mahmud de Ghazna travessà el riu Indus cap a l'Hindustan (terra dels hindús) en el segle x, els musulmans gaznèvides començaren a portar esclaus hindús al que ara és l'Afganistan. Al-Idrissí confirma que fins al segle xii es feia un contracte d'investidura per a cada rei Shahi a Kabul i que ací es va veure obligat a acceptar certes condicions antigues a més del contracte. Les incursions militars dels gaznèvides asseguraren el domini de l'islam sunnita en el que ara és l'Afganistan i el Pakistan. Algunes fonts històriques com ara Martin Ewans, E. J. Brill i Farishta han registrat la introducció de l'islam a Kabul i altres parts de l'Afganistan amb les conquestes de Mahmud:
Mahmud va emprar la riquesa saquejada a finançar els seus exèrcits, en què hi havia mercenaris. Els soldats indis, segurament hindús, que formaven part de l'exèrcit amb el seu comandant anomenat Ispahsalar Hinduwan, vivien en un barri de Ghazna i practicaven la seua religió. Els soldats indis al comandament de Suvendhray romangueren lleials a Mahmud. També els utilitzaren contra un rebel turc, amb el comandament donat a un hindú anomenat Tilak, segons Abul-Fadl Bayhaqi.
En la seua guerra contra Peshawar, Wayhind i els Utub, Mahmud va adquirir 500.000 esclaus, amb xiquets i xiquetes. Els homes van ser venuts com a esclaus fins i tot als comerciants. Després d'assaltar Thanesar, va adquirir 200.000 esclaus més.
El famós erudit musulmà marroquí del segle xiv Ibn Battuta comentava que la serralada Hindu Kush significava 'assassina dels indis', perquè els esclaus portats de l'Índia que hi havien de passar moriren en gran nombre pel fred extrem i la quantitat de neu.
L'Imperi gaznèvida es va expandir encara més amb la Dinastia gúrida. Durant la Dinastia Khalji, també continuà el lliure moviment entre persones de l'Índia i l'Afganistan, i fou així fins a l'Imperi Mughal seguit per la Dinastia Suri i l'Imperi Durrani.

### Període actual
Els principals grups ètnics a l'Afganistan són hinduistes en l'actualitat són els panjabis i sindhis, que sembla que van arribar-hi juntament amb el sikhs de l'Afganistan com a comerciants en el segle xix. Fins a la caiguda de la República Democràtica de l'Afganistan, hi havia diversos milers d'hindús vivint al país, però hui el seu nombre és sols d'uns 1.000. La majoria dels que n'hi havia van emigrar a l'Índia, a la Unió Europea, a l'Amèrica del Nord o a altres indrets.
Els hindús i els sikhs d'Afganistan sovint comparteixen llocs de culte. Amb els sikhs, tots es coneixen col·lectivament com a "hindki" (terme utilitzat al principi pels paixtus per a denotar persones o comunitats d'origen indi amb les quals han estat en contacte). La demografia lingüística entre la comunitat hindú és diversa i sol seguir orígens regionals: els que provenen de Panjab generalment parlen panjabi, els sindhis parlen sindhi i els dialectes del nord i del sud de Hindko. La comunitat hindú autòctona de l'Afganistan es troba sobretot a Kabul. La loya jirga de 2002 tenia dos seients reservats per a hindús, i el exasesor econòmic del president de l'Afganistan Hamid Karzai era un hindú afganés.
Durant l'Emirat Islàmic de l'Afganistan, del 1996 al 2001, els hindús es van veure obligats a usar insígnies grogues en públic per a identificar-se com a no musulmans, per a no ser castigats per no anar a les mesquites en el temps d'oració. Les dones hindús van ser obligades a usar burca, aparentment una mesura per a "protegir-les" de l'assetjament. Això formava part del pla dels talibans per a segregar les comunitats "no islàmiques" i "idòlatres". El decret va ser condemnat pels governs de l'Índia i dels Estats Units com una violació de la llibertat religiosa. A Bhopal, l'Índia, esclataren protestes generalitzades contra el règim talibà. Als Estats Units, Abraham Foxman, president de la Lliga Antidifamació, comparava el decret amb les pràctiques de l'Alemanya nazi.
L'analista indi Rahul Banerjee explicava que aquesta no era la primera vegada que s'assenyalava els hindús per l'opressió patrocinada per l'estat a l'Afganistan. La violència contra els hindús ha provocat un ràpid esgotament de la població hindú durant anys. Des de la dècada dels 1990, molts hindús afganesos havien fugit del país, buscant refugi en estats com l'Índia, Alemanya i Estats Units.
Al juliol del 2013, el Parlament afganés es va negar a reservar escons per al grup minoritari, perquè s'havia votat en contra d'un projecte de llei que reservava escons per a aquest grup. El projecte de llei del llavors president Hamid Karzai considerava els pobles tribals i les "dones" com a "grups vulnerables" que hi havien obtingut reserves, però no pas les minories religioses, segons l'article d'igualtat religiosa de la constitució afganesa.

## Antics temples hindús
| Lloc               | Descripció                                | Més Informació       |
| ------------------ | ----------------------------------------- | -------------------- |
| Temple de Sakawand | Província de Logar                        |                      |
| Polusha            | Bhima Devi (Durga) i Temple de Maheshvera | Visitat per Xuanzang |